# NGC 6975
NGC 6975 (NGC 6976) je spiralna galaktika u zviježđu Vodenjaku. Naknadno je utvrđeno da je NGC 6976 ista galaktika.

## Vanjske poveznice
- (engl.) SEDS: NGC 6975
- (engl.) Hartmut Frommert: Revidirani Novi opći katalog
- (engl.) Izvangalaktička baza podataka NASA-e i IPAC-a
- (engl.) Astronomska baza podataka SIMBAD
- (engl.) VizieR
- DSS-ova slika NGC 6975  Arhivirana inačica izvorne stranice od 3. kolovoza 2016. (Wayback Machine)
- (engl.) Auke Slotegraaf: NGC 6975 Deep Sky Observer's Companion
- (engl.) NGC 6975  Arhivirana inačica izvorne stranice od 8. svibnja 2015. (Wayback Machine) DSO-tražilica
- (engl.) Courtney Seligman: Objekti Novog općeg kataloga: NGC 6950 - 6999